# Сен-Кутан (Шаранта)
Сен-Кута́н (фр. Saint-Coutant) — коммуна во Франции, находится в регионе Пуату — Шаранта. Департамент — Шаранта. Входит в состав кантона Шампань-Мутон. Округ коммуны — Конфолан.
Код INSEE коммуны — 16310.
Коммуна расположена приблизительно в 350 км к юго-западу от Парижа, в 70 км южнее Пуатье, в 45 км к северо-востоку от Ангулема.

## Население
Население коммуны на 2008 год составляло 215 человек.
| 1962 | 1968 | 1975 | 1982 | 1990 | 1999 | 2008 |
| ---- | ---- | ---- | ---- | ---- | ---- | ---- |
| 425  | 391  | 332  | 284  | 259  | 223  | 215  |

## Экономика
В 2007 году среди 133 человек в трудоспособном возрасте (15—64 лет) 81 были экономически активными, 52 — неактивными (показатель активности — 60,9 %, в 1999 году было 54,0 %). Из 81 активных работали 75 человек (48 мужчин и 27 женщин), безработных было 6 (4 мужчины и 2 женщины). Среди 52 неактивных 3 человека были учениками или студентами, 24 — пенсионерами, 25 были неактивными по другим причинам.

## Достопримечательности
- Замок Пюиботье[фр.] (XV век). Исторический памятник с 2001 года[3]
- Приходская церковь Сен-Кутан (XIII век). Её колокол датируется 1722 годом
- Монастырь Сен-Жиль ордена гранмонтесов

## Фотогалерея

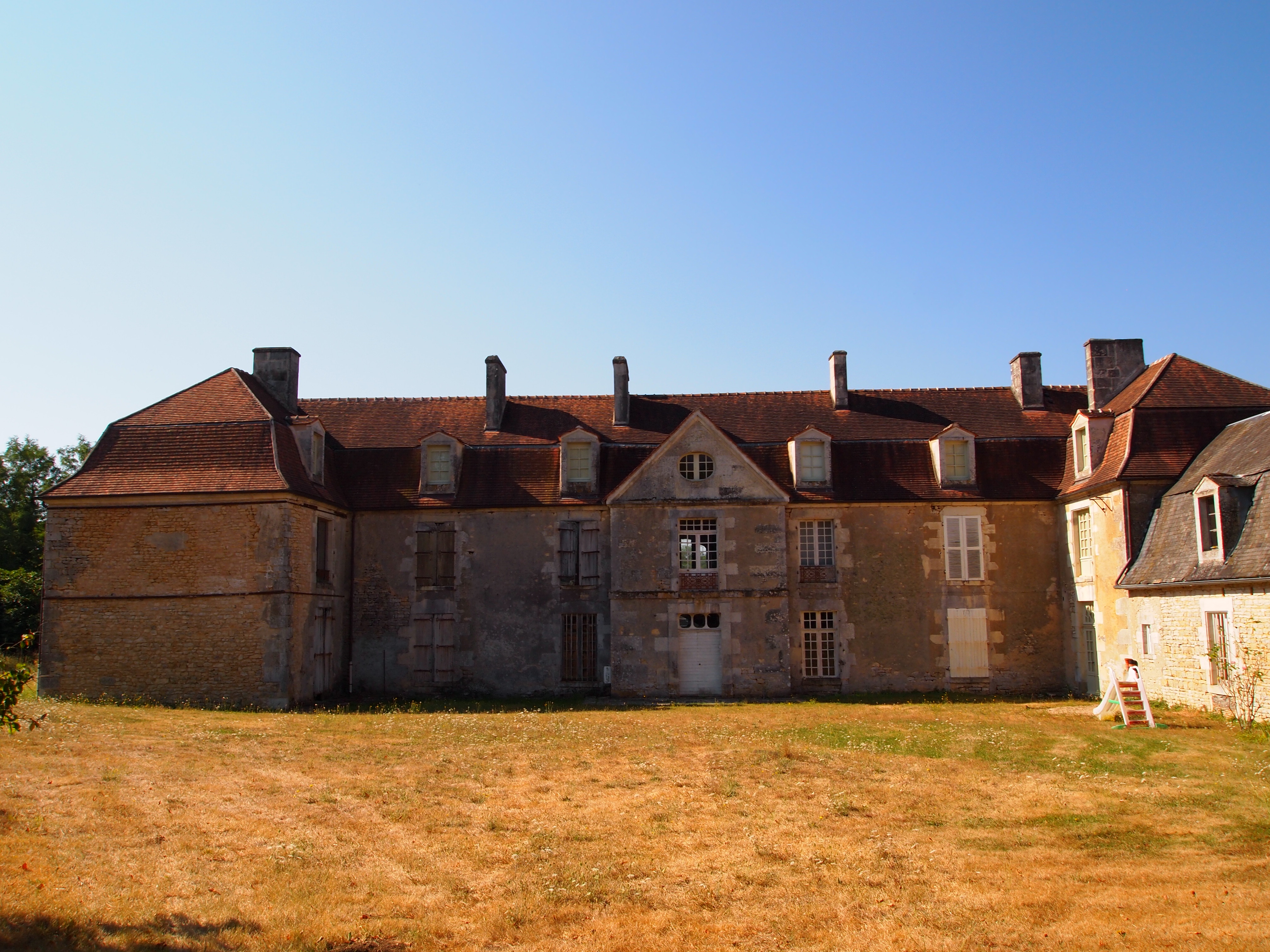
Замок Пюиботье
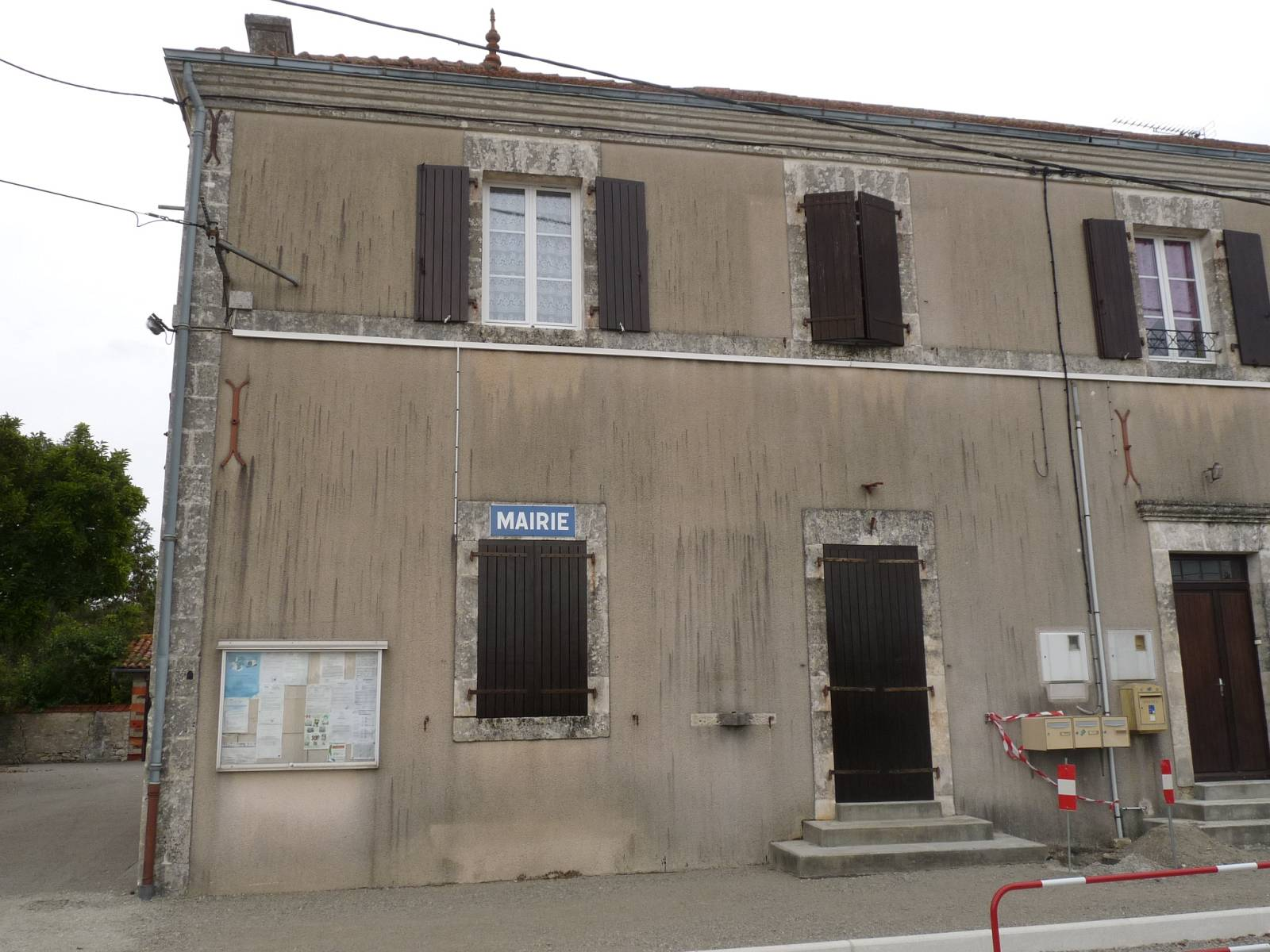
Мэрия
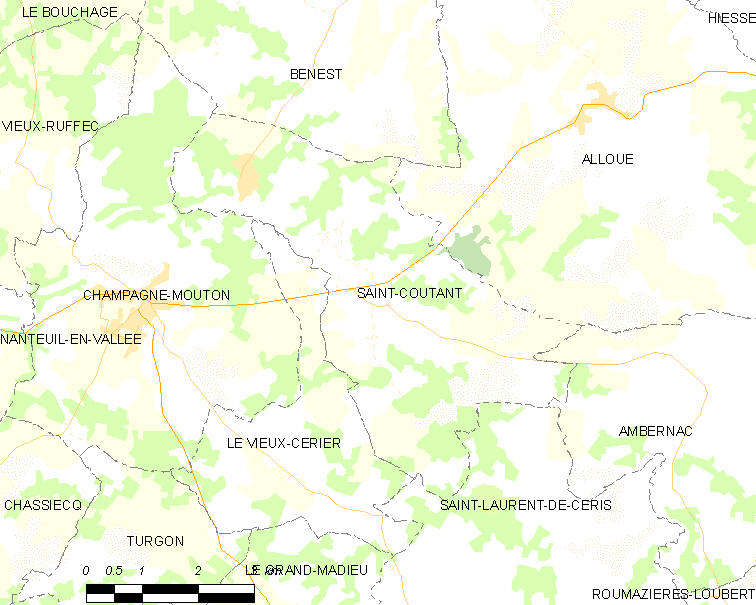
Карта коммуны